# Behoud de Begeerte
Behoud de Begeerte is een kunstencentrum voor literatuur dat is opgericht in 1984. Sinds 2006 wordt het binnen het Kunstendecreet door de Vlaamse overheid erkend. In 2016 kreeg de instantie een subsidie van € 325.900 toegekend. Behoud de Begeerte creëert, onder leiding van artistiek directeur Luc Coorevits, literaire voorstellingen in binnen- en buitenland. Zowel in de vorm van tournees, als eenmalige evenementen. Het uitgangspunt is dat een literaire avond aan dezelfde hoogstaande normen moet voldoen als deze van een toneel-, film- of dansvoorstelling en dat literatuur zich ook in een andere dan louter geschreven vorm moet kunnen openbaren. De auteur en zijn werk staan daarbij steeds centraal.

## Geschiedenis
Op 14 februari 1984 werd het literaire productiehuis Behoud de Begeerte opgericht door Luc Coorevits en Marianne Janssen. In de jaren tachtig het de instantie de doelstelling om het professionalisme eigen te maken dat in de muziek- en theaterwereld gebruikelijk was, maar voor de literatuur nog niet bestond. In Behoud de Begeerte, een literaire geschiedenis 1984-2014 vat Matthijs de Ridder de tijdsgeest als volgt: “Gevraagd naar wat er in 1984 zoal in de Nederlandstalige literatuur was gebeurd, antwoordde Tom Lanoye: "Geen reet, zoals gewoonlijk." Maar dat lijkt overdreven: in de Letteren zat wel degelijk nog pit. Op televisie voerde Adriaan van Dis uitdagende gesprekken met schrijvers. Het verdriet van België van Hugo Claus verscheen, A.F.Th. van der Heijden publiceerde de eerste delen van De tandeloze tijd en een nieuwe generatie schrijvers diende zich aan.

## Voorstellingen
Behoud de Begeerte legt zich hoofdzakelijk toe op het organiseren, ondersteunen en produceren van theatraal opgezette literaire avonden met een muzikale omkadering, zowel in de vorm van tournees als eenmalige evenementen. Ervan uitgaande dat niemand een tekst beter kan voorlezen dan de auteur zelf, brengt Behoud de Begeerte binnen- en buitenlandse schrijvers op het podium. Maar naast schrijvers die uit eigen werk lezen, maken ook acteurs, muzikanten, beeldende kunstenaars en filmmakers deel uit van de voorstellingen. Op die manier worden ook andere kunstvormen als beeld, muziek, theater, dans en video in de producties geïncorporeerd. Die literaire voorstellingen vinden op zowel grote als kleine schaal plaats in de thuishaven Antwerpen, maar ook in andere Belgische steden en in het buitenland.
De bekendste voorstellingen van Behoud de Begeerte zijn Saint Amour, Geletterde Mensen, Koningsblauw en de Herman de Coninckprijs voor Poëzie.